# Анище
Анище е средновековна българска крепост в Сърбия. 
Разположена е източно от вливането на река Лиг в река Колубара. Днес от крепостта са останали само малки подземни останки.  Ключова фортификация, като част от моравската укрепителна система, за защита на българската Белградска област с Белград – откъм сръбските земи.